# Grootegast
Grootegast este o comună și o localitate în provincia Groningen, Țările de Jos. 

## Localități componente
Doezum, Enumatil, Faan, Grootegast, Kornhorn, Lutjegast, Niekerk, Oldekerk, Opende, Sebaldeburen. În unele din aceste sate încă se vorbeste Frizona de vest.

## Satul Grootegast
Grootegast este principalul sat al municipiului. Numele satului se referă la Gast sau gaast, o creasta de nisip mai mare, într-o zona altfel mlastinoasa. Groot înseamnă in  Olandeză mare.
Grootegast este locul de naștere al teologului Cornelius Van Til.

## Lutjegast
Lutjegast este un sat din municipiul Grootegast. În dialectul de Groningen al Germanei de Jos Lutje înseamnă mic.
Lutjegast a fost locul de naștere al  exploratorului Abel Tasman. Deși casa lui de naștere nu mai există, el este comemorat cu un monument, plăci și un nume de stradă.
Până in 1829 conacul numit Rikkerdaborg se afla in Lutjegast.